# Cantó d'Arracourt
El cantó d'Arracourt és un cantó francès del departament de Meurthe i Mosel·la, situat al districte de Lunéville. Té 11 municipis i el cap és Arracourt.

## Municipis
- Arracourt
- Athienville
- Bathelémont-lès-Bauzemont
- Bezange-la-Grande
- Bures
- Coincourt
- Juvrecourt
- Mouacourt
- Parroy
- Réchicourt-la-Petite
- Xures

## Història
| Data d'elecció                           | Identitat       | Partit          | Qualitat |
| ---------------------------------------- | --------------- | --------------- | -------- |
| 1945-1973                                | Émile Marchal   | PRL, després RI |          |
| 1973-1998                                | Jacques Marchal | RI, després UDF |          |
| 1998-2004                                | Gérard Husson   | Divers gauche   |          |
| 2004-                                    | Michel Marchal  | Divers droite   |          |
| les dades anteriors no són pas conegudes |                 |                 |          |
|                                          |                 |                 |          |

## Demografia
| A partir de 1990: Població sense dobles comptes |